# Petardo (pirotecnica)
Un petardo è un piccolo ordigno fatto esplodere allo scopo di produrre rumore. È costituito da polvere esplosiva inserita all'interno di un involucro in cartone pressato.
Chiamato anche botto, castagnola, castagnetta, mortaretto o mortaletto, viene utilizzato generalmente durante le festività.

## Caratteristiche
Comunemente, i petardi sono costituiti da un tubo di cartone chiuso da un'estremità da un blocco spesso costituito da gesso; lo strato interno è costituito da una certa quantità di polvere flash, estremamente sensibile alla fiamma; la parte superiore è ricoperta da un piccolo strato di polvere nera che funge da ritardo, ricoperta a sua volta da una testina infiammabile e sensibile allo sfregamento che ne permette l'accensione. Tuttavia dalla fine del 2014, sono stati aboliti i petardi con accensione a sfregamento, al loro posto sono apparsi petardi a miccia che sono ritenuti più sicuri.
I petardi di quarta categoria invece, sono costruiti in maniera diversa e contengono maggiori quantità di esplosivo. Queste composizioni sono accomunate dalla denominazione "polvere flash". Sono formati da un tubo di cartone non spiralato, di spessore 2–3 mm circa, in un'estremità è inserita una "spoletta": si tratta di un cilindro (non cavo) fatto di polvere da sparo a lenta combustione che può avere varie dimensioni a seconda del petardo. La "spoletta" viene inserita saldamente nel tubo di cartone utilizzando una pressa, il corpo del petardo viene poi riempito con polvere flash. In Italia il peso della polvere in esso contenuta può variare da 10 a 28,5 grammi. Per sigillare l'altra estremità del petardo, viene inserito un tappo di plastica di diametro 1,8 cm oppure 2,6 cm che si incastra del tubo di cartone. Come ritardo si utilizza anche una miccia di circa 10 cm che va a contatto con la spoletta, infine il petardo è fasciato con carta adesiva che fa sì che la miccia tocchi la spoletta, questa carta inoltre riporta il nome dell'artificio, il peso totale e netto e la categoria nella quale esso rientra. Oltre a questa versione munita di spoletta, esistono petardi che ne sono sprovvisti; al suo posto è presente un tappo in plastica forato e in tale foro è inserita una miccia che viene fissata con colla.

## Legislazione

### In Italia
Secondo la legislazione italiana, nel termine "petardo" rientrano gli artifici pirotecnici la cui esplosione produce unicamente rumore, appartenenti alle categorie 2, 3 e 4 dei fuochi pirotecnici.
L'assegnazione della categoria viene assegnata dal contenuto di massa attiva (NEC) presente nell'artifizio e dalla potenza emessa in decibel.
- categoria F2: Fino a 0,5 grammi di NEC se a base di polvere flash, fino a 1 grammo se a base di nitrato/metallo oppure fino a 6 grammi di polvere nera. Non devono superare 120 dB a 8 metri. La vendita è libera (anche se sono comunque previsti limiti di età).
- categoria P1: Omologati come emettitori di suono ad uso tecnico le cui caratteristiche dipendono dall'uso per cui sono stati creati ma non sono utilizzabili ai fini ludici.
- categoria F3: Fino a 0,5 grammi di NEC se a base di polvere flash, fino a 1 grammo se a base di nitrato/metallo oppure fino a 10 grammi di polvere nera. Non devono superare i 120 dB a 15 metri. In vendita a maggiorenni titolari di porto d'armi o di nulla osta all'acquisto rilasciato dal Questore.
- categoria F4: Per uso professionale destinati unicamente a persone in possesso di conoscenze specialistiche e abilitazione di pirotecnico rilasciata dal Prefetto. Decibel illimitati.

In molti comuni italiani vengono varate ordinanze di divieto di utilizzo dei petardi durante i festeggiamenti di Capodanno. In molti casi queste ordinanze vengono successivamente annullate in quanto atti illegitimi, dato che per la legge i sindaci non hanno il potere di vietare la vendita o l’utilizzo di prodotti legali con marchio CE.

## Rischi
Tra i rischi associati all'uso dei petardi si annoverano:
- In caso di cattivo utilizzo, oppure di utilizzo di prodotti artigianali illegali mal costruiti, lesioni alle mani, con possibile ustioni o danneggiamento di tessuti, tendini, nervi e ossa; nei casi più gravi può essere necessaria l'amputazione della mano;[6]
- traumi agli occhi;
- perdita irreversibile dell'udito (parziale o totale);[7]
- acufene;[8]
- patologie di tipo respiratorio quali asma, dovute all'inalazione di polveri sottili di vario genere emesse durante l'esplosione;[9]
- rischi per animali domestici e selvatici, che impauriti dal rumore (a cui i cani e gatti sono più sensibili, percependo anche frequenze tra i 20-40 kHz, non udibili dall'uomo[10]) possono smarrirsi o andare incontro alla morte (ad esempio per infarto, cadendo dal balcone, rimanendo investiti per strada o schiantandosi contro alberi, muri o cavi elettrici).[10][11][12]